# Эскулис
Эскули́с (фр. Escoulis, окс. Escolís) — коммуна во Франции, находится в регионе Юг — Пиренеи. Департамент — Верхняя Гаронна. Входит в состав кантона Сали-дю-Салат. Округ коммуны — Сен-Годенс.
Код INSEE коммуны — 31591.

## География

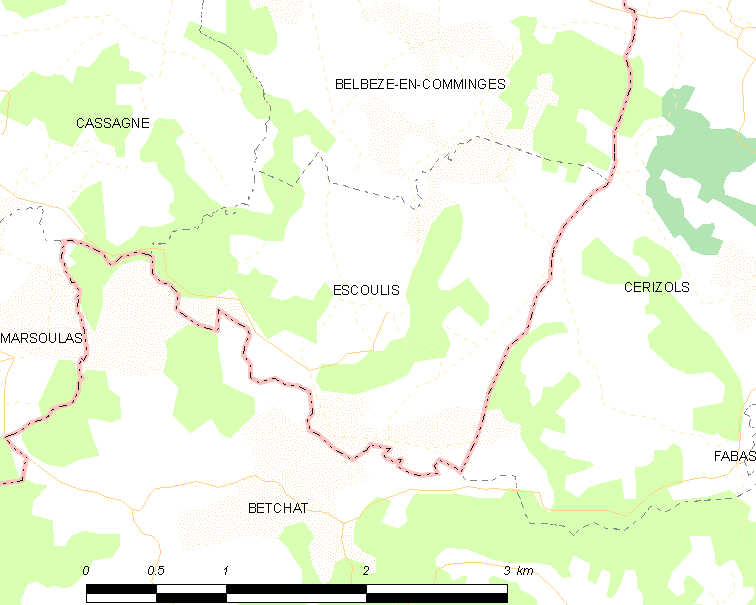
Карта коммуны

Коммуна расположена приблизительно в 650 км к югу от Парижа, в 65 км к юго-западу от Тулузы.
По территории коммуны протекает река Лан, а также её небольшие притоки — Женак (фр. Génac) и Сен-Беа (фр. Saint-Béat).

## Климат
Климат умеренно-океанический. Зима мягкая и снежная, весна характеризуется сильными дождями и грозами, лето сухое и жаркое, осень солнечная. Преобладают сильные юго-восточные и северо-западные ветры.

## Население
Население коммуны на 2010 год составляло 84 человека.
| 1962 | 1968 | 1975 | 1982 | 1990 | 1999 | 2010 |
| ---- | ---- | ---- | ---- | ---- | ---- | ---- |
| 126  | 106  | 107  | 106  | 88   | 81   | 84   |

## Администрация
| Период | Период | Фамилия      | Партия | Примечания |
| ------ | ------ | ------------ | ------ | ---------- |
| 1953   | 1977   | Жозеф Аттане |        |            |
| 1977   | 2001   | Сириль Гален |        |            |
| 2001   | 2004   | Бернар Розес |        |            |
| 2004   | 2014   | Жак Шаванон  |        |            |
| 2014   | 2020   | Жак Суме     |        |            |

## Экономика
В 2010 году среди 46 человек трудоспособного возраста (15—64 лет) 33 были экономически активными, 13 — неактивными (показатель активности — 71,7 %, в 1999 году было 64,0 %). Из 33 активных жителей работали 29 человек (18 мужчин и 11 женщин), безработных было 4 (4 мужчины и 0 женщин). Среди 13 неактивных 2 человека были учениками или студентами, 5 — пенсионерами, 6 были неактивными по другим причинам.